# ستيريون ثلاثي العروق
ستيريون ثلاثي العروق (الاسم العلمي:Satyrium trinerve) هو نوع من النباتات يتبع جنس الستيريون من الفصيلة السحلبية.